# Spline de Kochanek-Bartels

Ejemplos de splines de Kochanek-Bartels a través de la misma configuración de 8 puntos, variando sus tres parámetros (c, t y b)

En matemáticas, un spline de Kochanek-Bartels o curva de Kochanek-Bartels es un interpolador cúbico de Hermite con parámetros de tensión, sesgo y continuidad definidos para cambiar el comportamiento de las tangentes.

## Formulación
Dado n + 1 nodos,
p0, ..., 'pn,
para ser interpolado con n segmentos cúbicos de la curva de Hermite, para cada curva se tiene un punto inicial pi y un punto final pi+1 con tangente inicial di y tangente final d'i+1 definidas por
{\displaystyle \mathbf {d} _{i}={\frac {(1-t)(1+b)(1+c)}{2}}(\mathbf {p} _{i}-\mathbf {p} _{i-1})+{\frac {(1-t)(1-b)(1-c)}{2}}(\mathbf {p} _{i+1}-\mathbf {p} _{i})}
{\displaystyle \mathbf {d} _{i+1}={\frac {(1-t)(1+b)(1-c)}{2}}(\mathbf {p} _{i+1}-\mathbf {p} _{i})+{\frac {(1-t)(1-b)(1+c)}{2}}(\mathbf {p} _{i+2}-\mathbf {p} _{i+1})}
donde...
| t | tensión     | Cambia la longitud del vector tangente                 |  |
| b | sesgo       | Cambia principalmente la dirección del vector tangente |  |
| c | continuidad | Cambia la nitidez en el cambio entre tangentes         |  |

## Parámetros
Estableciendo cada uno de los tres parámetros con valor cero se obtiene un interpolador cúbico de Hermite.
El código fuente que figura aquí, ideado por Steve Noskowicz en 1996, en realidad describe el impacto que cada uno de estos valores tiene en la curva dibujada:
| Tensión     | T= +1→ Ajustada            | T= −1→ Redonda           |  |
| Sesgo       | B= +1→ Tras el disparo     | B= −1→ Antes del disparo |  |
| Continuidad | C= +1→ Esquinas invertidas | C= −1→ Esquinas de caja  |  |

El código incluye un resumen de la matriz necesaria para generar estos splines en código BASIC.